# Sandgate (Kent)
Sandgate is een civil parish in het stedelijk gebied Folkestone in het Folkestone & Hythe district in Kent. In 2004 werd het dorp gedegradeerd tot civil parish. Sandgate staat bekend om het Kasteel van Sandgate. Ook het bekende Spade House waar onder andere Herbert George Wells, een beroemd auteur, in woonde is gevestigd in Sandgate. Tevens bracht het dorp inspiratie voor Sandgate in Queensland.

## Partnersteden
- Sangatte, Frankrijk